# СУ-11
СУ-11 — дослідна радянська зенітна самохідна установка (ЗСУ).

## Історія
Розуміючи важливість прикриття стрілецьких та інших військ РККА ВС СРСР від авіаційного впливу противника, в Союзі РСР, розроблялися самохідні зенітні установки ( спеціальні танки ). Так СУ-11 розроблялася за часів Великої Вітчизняної війни  .
У листопаді 1942 року була представлена зенітна самохідна установка ГАЗ-72, основою для якої послужив зразок самохідки ГАЗ-71(конкурент СУ-12 - майбутньої СУ-76). 
За винятком обертової платформи з хитною частиною автомата 61-К калібру 37-мм ця машина відмінностей від свого прототипу не мала. Оскільки роботи над ГАЗ-71 були незабаром згорнуті через недоліки конструкції, від подальшого розвитку ГАЗ-72 також відмовилися. Тим часом, на заводі №38, де налагоджувалося виробництво СУ-76, на основі цієї самохідки створили свій варіант зенітної САУ, названий СУ-11.
На заводі № 38 створили свій варіант САУ на базі СУ-76 . Цей зразок мав на озброєнні автомат 61-К 37-мм, а замість рубки була встановлена башта У-32.
Після випробувань були виявлені такі недоліки як: погана маневреність, мала міцність і дефіцит зенітних 37-мм автоматів. Самохідки дали назву СУ-11.
У ній використовувалася ходова частина і корпус від серійної машини, але замість рубки були встановлена вежа У-32 з 37-мм автоматом 61-К. Випробування цієї САУ також завершилися з негативним результатом. Перш за все, була відзначена недостатня міцність конструкції і погана маневреність СУ-11. Крім того, 25-мм і 37-мм зенітні автомати були вкрай дефіцитним видом озброєння, тому роботи по таким самохідкам довелося тимчасово згорнути.

## ТТХ
Зенітна самохідна установка СУ-11 зр.1942 р.
Бойова маса ~ 11000 кг
Екіпаж 4 чол.
ДВИГУН ГАЗ-203, карбюраторний, потужністю 160 к.с.
Трансмісія механічного типу: сухе однодискове зчеплення, чотириступінчаста КПП, простий диференціал з колодковими гальмами і два бортових редуктора ходова частина (на один борт) 6 здвоєних опорних ковзанок, 3 підтримувальні ролики, переднє провідне колесо, заднє спрямовуючого колеса, мілколанцюгова гусениця зі сталевих траків 
Швидкість 40 км \ год 
Запас ходу по шосе 300 км